# فيكتور بولت
فيكتور بولت (بالبرتغالية: Victor Gomes Lemos‏) هو لاعب كرة قدم برازيلي، ولد في 14 أبريل 1987 في ريو دي جانيرو في البرازيل. لعب مع جمعية بورتوغيزا الرياضية ونادي أولاريا أتلتيكو ونادي باهيا ونادي بيلينينسش ونادي فاسكو دا غاما ونادي فيلا نوفا.

## وصلات خارجية
- فيكتور بولت على موقع قاعدة بيانات كرة القدم.إي يو (الإنجليزية)
- فيكتور بولت على موقع Soccerway.com (الإنجليزية)